# أشوك غولاتي
أشوك غولاتي (بالهندية: अशोक गुलाटी؛ بالإنجليزية: Ashok Gulati) هو اقتصادي هندي، ولد في 11 مايو 1954.